# Benjamin Tahirović
Benjamin Tahirović (Stockholm, 3 maart 2003) is een Bosnisch-Zweeds voetballer die doorgaans speelt als middenvelder. In februari 2025 verruilde hij Ajax voor Brøndby IF. Tahirović maakte in 2021 zijn debuut in het Bosnisch voetbalelftal.

## Clubcarrière
Tahirović speelde in de jeugd van AIK en FC Djursholm, voor hij in 2020 bij Vasalunds IF kwam te spelen. Bij deze club speelde hij zijn eerste wedstrijden, op het tweede niveau. In februari 2021 nam AS Roma de middenvelder over voor circa tweehonderdduizend euro. In de Italiaanse hoofdstad tekende hij een contract tot medio 2026. Zijn debuut in het eerste elftal maakte hij op 13 november 2022, toen in de Serie A in het eigen Stadio Olimpico werd gespeeld tegen Torino. Die club kwam via Karol Linetty op voorsprong, waarna Nemanja Matić de uitslag besliste op 1–1. Tahirović moest van coach José Mourinho op de reservebank beginnen en vierentwintig minuten na rust mocht hij invallen voor Bryan Cristante. In zijn periode bij Roma fungeerde hij vooral als invaller. In het seizoen 2022/23 kwam hij tot 351 speelminuten in de competitie.
In juni 2023 maakte Ajax bekend dat er een akkoord was gesloten met AS Roma voor een overgang van de Bosniër. Tahirović zette zijn handtekening onder een verbintenis voor de duur van vijf seizoenen, ingaande per 1 juli. Hij was één van de aankopen onder verantwoordelijkheid van technisch directeur Sven Mislintat. Zijn officiële debuut voor Ajax volgde op 12 augustus, tijdens een thuiswedstrijd tegen Heracles. Op 24 augustus kwam hij voor het eerst in Europees verband in actie, tijdens een kwalificatiewedstrijd voor de UEFA Europa League, uit tegen Loedogorets. Bij Ajax speelde hij als meest controlerende middenvelder, op de plek van de vertrokken Edson Álvarez. Tahirović kwam terecht in een team dat de competitie slecht startte, en zelfs korte tijd op de laatste plaats van de ranglijst stond. In december werd hij verkozen tot Talent van de Maand van de Eredivisie. In dezelfde maand werd hij in het toernooi om de KNVB beker met Ajax uitgeschakeld door de amateurs van USV Hercules.
Tijdens de voorbereiding op het seizoen 2024/25 werd Tahirović door Ajax teruggezet naar het tweede elftal. Na het sluiten van de transferperiode keerde de middenvelder terug bij het eerste elftal. De nieuwe trainer Francesco Farioli maakte weinig gebruik van Tahirović, die hij in de eerste seizoenshelft in twee officiële wedstrijd inzette. Begin februari werd de middenvelder voor circa 2,75 miljoen euro verkocht aan Brøndby IF, waar hij vervolgens voor drieënhalf jaar tekede.

## Clubstatistieken
| Seizoen | Club         | Competitie  | Competitie | Competitie | Beker | Beker | Internationaal | Internationaal | Totaal | Totaal |
| Seizoen | Club         | Competitie  | Wed.       | Dlp.       | Wed.  | Dlp.  | Wed.           | Dlp.           | Wed.   | Dlp.   |
| ------- | ------------ | ----------- | ---------- | ---------- | ----- | ----- | -------------- | -------------- | ------ | ------ |
| 2020    | Vasalunds IF | Ettan       | 27         | 0          | 2     | 0     | —              | —              | 29     | 0      |
| 2020/21 | AS Roma      | Serie A     | 0          | 0          | 0     | 0     | 0              | 0              | 0      | 0      |
| 2021/22 | AS Roma      | Serie A     | 0          | 0          | 0     | 0     | 0              | 0              | 0      | 0      |
| 2022/23 | AS Roma      | Serie A     | 11         | 0          | 2     | 0     | 0              | 0              | 13     | 0      |
| 2023/24 | Ajax         | Eredivisie  | 26         | 2          | 1     | 0     | 10             | 0              | 37     | 2      |
| 2024/25 | Ajax         | Eredivisie  | 1          | 0          | 0     | 0     | 1              | 0              | 2      | 0      |
| 2024/25 | Brøndby IF   | Superligaen | 0          | 0          | 0     | 0     | —              | —              | 0      | 0      |
| Totaal  | Totaal       | Totaal      | 65         | 2          | 5     | 0     | 11             | 0              | 81     | 2      |

Bijgewerkt op 5 februari 2025.

## Interlandcarrière
Tahirović maakte zijn debuut in het Bosnisch voetbalelftal op 23 maart 2023, toen een kwalificatiewedstrijd voor het EK 2024 gespeeld werd tegen IJsland. Van bondscoach Faruk Hadžibegić mocht Tahirović in de basisopstelling beginnen en hij werd acht minuten voor tijd naar de kant gehaald ten faveure van Gojko Cimirot. De wedstrijd werd gewonnen door Bosnië en Herzegovina met 3–0 door twee doelpunten van Rade Krunić en een van Amar Dedić.
| Interlands van Benjamin Tahirović voor Bosnië en Herzegovina | Interlands van Benjamin Tahirović voor Bosnië en Herzegovina | Interlands van Benjamin Tahirović voor Bosnië en Herzegovina | Interlands van Benjamin Tahirović voor Bosnië en Herzegovina | Interlands van Benjamin Tahirović voor Bosnië en Herzegovina | Interlands van Benjamin Tahirović voor Bosnië en Herzegovina |
| №                                                            | Datum                                                        | Wedstrijd                                                    | Uitslag                                                      | Competitie                                                   | Goals                                                        |
| Als speler bij AS Roma                                       | Als speler bij AS Roma                                       | Als speler bij AS Roma                                       | Als speler bij AS Roma                                       | Als speler bij AS Roma                                       | Als speler bij AS Roma                                       |
| ------------------------------------------------------------ | ------------------------------------------------------------ | ------------------------------------------------------------ | ------------------------------------------------------------ | ------------------------------------------------------------ | ------------------------------------------------------------ |
| 1                                                            | 23 maart 2023                                                | Bosnië en Herzegovina – IJsland                              | 3 – 0                                                        | EK 2024 kwalificatie                                         |                                                              |
| 2                                                            | 26 maart 2023                                                | Slowakije – Bosnië en Herzegovina                            | 2 – 0                                                        | EK 2024 kwalificatie                                         |                                                              |
| 3                                                            | 17 juni 2023                                                 | Portugal – Bosnië en Herzegovina                             | 3 – 0                                                        | EK 2024 kwalificatie                                         |                                                              |
| 4                                                            | 20 juni 2023                                                 | Bosnië en Herzegovina – Luxemburg                            | 0 – 2                                                        | EK 2024 kwalificatie                                         |                                                              |
| Als speler bij Ajax                                          |                                                              |                                                              |                                                              |                                                              |                                                              |
| 5                                                            | 8 september 2023                                             | Bosnië en Herzegovina – Liechtenstein                        | 2 – 1                                                        | EK 2024 kwalificatie                                         |                                                              |
| 6                                                            | 11 september 2023                                            | IJsland – Bosnië en Herzegovina                              | 1 – 0                                                        | EK 2024 kwalificatie                                         |                                                              |
| 7                                                            | 3 juni 2024                                                  | Engeland – Bosnië en Herzegovina                             | 3 – 0                                                        | Vriendschappelijk                                            |                                                              |
| 8                                                            | 9 juni 2024                                                  | Italië – Bosnië en Herzegovina                               | 1 – 0                                                        | Vriendschappelijk                                            |                                                              |
| 9                                                            | 7 september 2024                                             | Nederland – Bosnië en Herzegovina                            | 5 – 2                                                        | Nations League 2024/25                                       |                                                              |
| 10                                                           | 10 september 2024                                            | Hongarije – Bosnië en Herzegovina                            | 0 – 0                                                        | Nations League 2024/25                                       |                                                              |
| 11                                                           | 11 oktober 2024                                              | Bosnië en Herzegovina – Duitsland                            | 1 – 2                                                        | Nations League 2024/25                                       |                                                              |
| 12                                                           | 14 oktober 2024                                              | Bosnië en Herzegovina – Hongarije                            | 0 – 2                                                        | Nations League 2024/25                                       |                                                              |
| 13                                                           | 16 november 2024                                             | Duitsland – Bosnië en Herzegovina                            | 7 – 0                                                        | Nations League 2024/25                                       |                                                              |
| 14                                                           | 19 november 2024                                             | Bosnië en Herzegovina – Nederland                            | 1 – 1                                                        | Nations League 2024/25                                       |                                                              |

Bijgewerkt op 5 februari 2025.